# Lista över världens tyngsta klockor
| I denna artikel     |
| används tonnamnen   |
| B♭ och H.           |
| Se olika skrivsätt. |

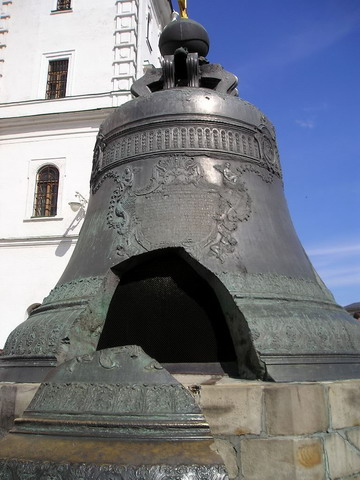
Tsar Kolokol i Moskva.

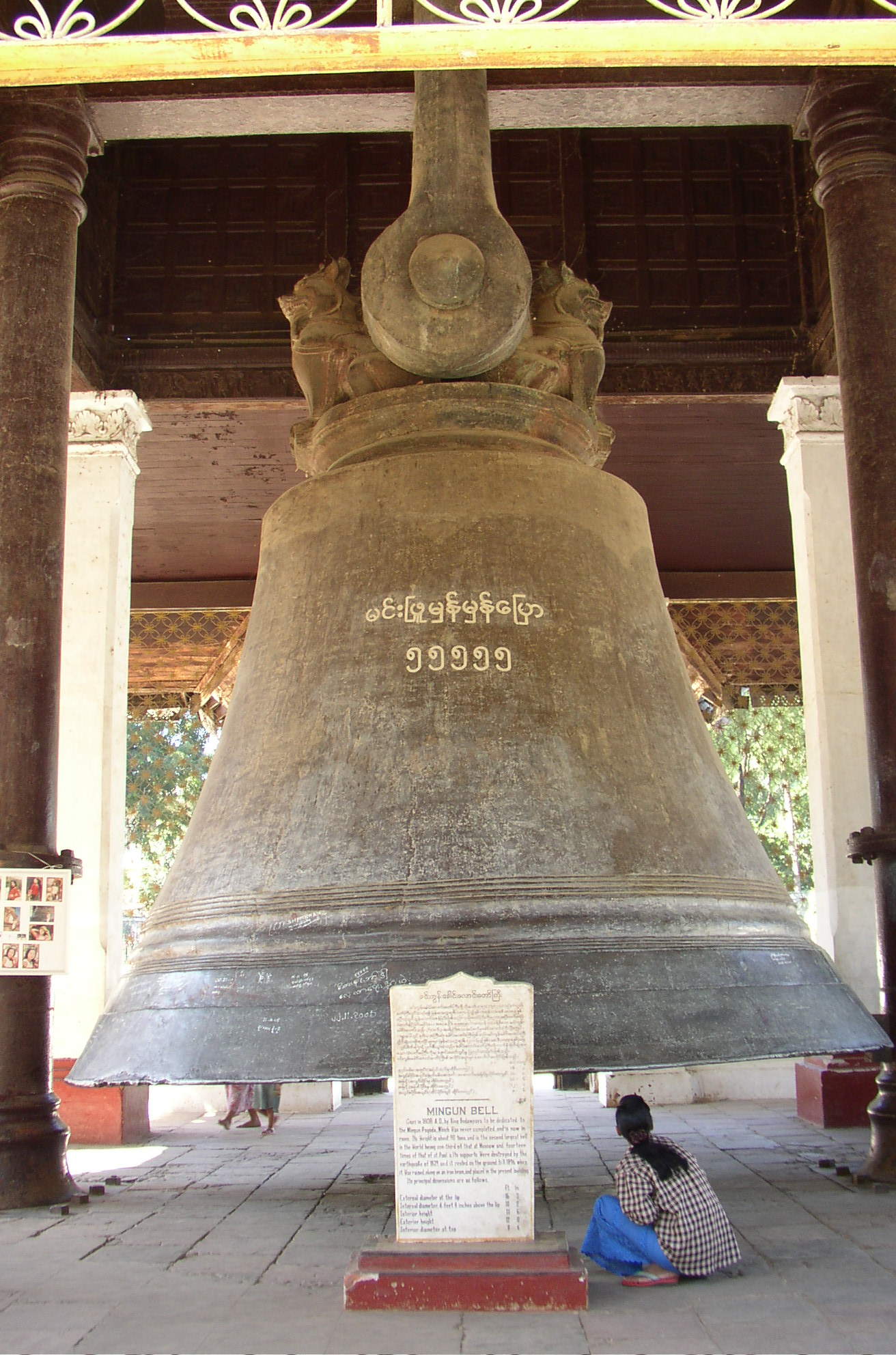
Mingun-klockan i Mingun i Burma väger 55 555 viss, eller 97 ton. Klockans storlek framgår om man jämför med kvinnan som sitter framför den.

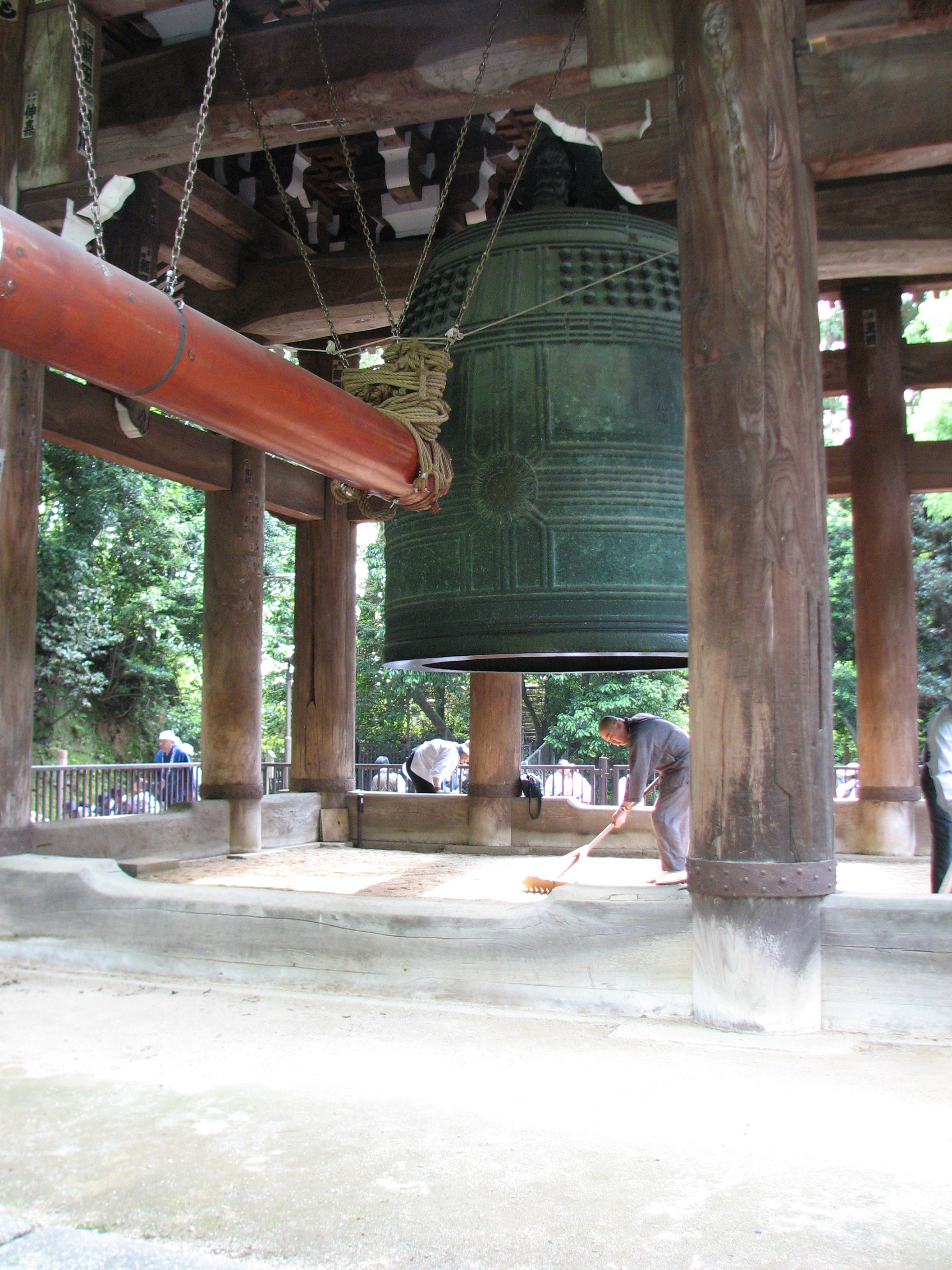
Den stora Chionin-klockan i Chion-in-templet i Kyoto, Japan. Klockans storlek är tydlig om man på denna bild jämför med mannen under klockan

Det här är en lista över de största klockorna i världen (vissa av dem kyrkklockor) efter de uppgifter som hittills har funnits att tillgå. Klockorna är först listade i en numrerad lista och sedan finns en lista med lite mer allmänna uppgifter om andra kända klockor. I den numrerade listan är de klockors namn, som inte längre existerar, kursiverade.

## Lista över världens största klockor
1. Den stora klockan i Dhammazedi i Myanmar kan ha varit den största klockan som någonsin gjorts. Den förlorades i en flod efter att ha blivit förflyttad från ett tempel av portugiserna 1608. Den rapporteras ha vägt omkring 300 ton.[1][2]
2. Tsarklockan (Tsar Kolokol) i Kreml i Moskva väger ca 196,6 ton (196 567 kg, omräknat från uppgiften 433 356  skålpund) och är den största klockan som ännu finns kvar.[3] Den är dock defekt sedan den sprack strax efter gjutningen och står sedan 1800-talet på en plattform vid klocktornet Ivan Velikij mitt i Kreml och har en största diameter nertill på 6,82 meter och göts 1735. Den kan även kallas ”Tsar Kolokol III” eftersom den är den tredje tsarklockan i Kreml i kronologisk ordning.[4][5]
3. En klocka i Shi-tenno-ji-templet i Osaka, Japan göts 1902 och vägde 140,06 ton (140 613,65 kg, 310 000 skålpund). Den anses av en källa ha varit den största klockan som någonsin gjorts i Asien (om man inte räknar med klockan i Dhammazedi här överst). Enligt webbkällans källa (Bells and Man, s. 273) smältes den ner 1942 för att metallen behövde användas i kriget.[3]
4. Tsar kolokol, nuvarande Tsar kolokols företrädare (se ovan) vägde 220 ton[6] eller 130 ton och förstördes vid en brand 1701. Dess klockmetall ingår i den nuvarande Tsar kolokol, eftersom den göts om efter branden.[7]
5. "Lucky Bell" i Pingdingshan i Henan i Kina göts år 2000 och väger 115,76 ton (115 756,788 kg, 255 200 skålpund).[3] Den är nu världens största fungerande klocka.
6. Den stora "Mingun-klockan" eller "Mingoon-klockan", i Mingun[2] i den stora pagoden vid Mandalay[8] i Myanmar (Burma), var länge den största fungerande klockan i världen som ännu finns kvar och den väger 97 ton.[2] Den göts 1810 och har en diameter på 6,30 meter och väger enligt annan uppgift 90 ton.[8] Enligt en annan källa göts den 1790 och väger 88,45 ton (88 450,524 kg = 195 000 skålpund). Enligt denna källa varierar uppgifterna om Mingunklockans vikt mycket (från 202 800 skålpund till 174 000 skålpund).[9]
7. "Tsarskij Kolokol" eller ”Tsar” (inte Tsar Kolokol) i klocktornet i klostret Treenighetens och Sankt Sergius lavra i Sergijev Posad (5,5 mil nordöst om Moskva), väger 72 ton[10][8] eller 71,9 ton (71 935,2235 kg = 158 590 skålpund).[3] Den göts i Sankt Petersburg 2003.[10] Två andra stora klockor, ”Evangelist” på 32,2 ton och ”Pervenets” på 24,49 ton, gjutna i Moskva, finns också i tornet (se nedan).[10][8] Dess föregångare var något lättare och vägde 65,5 ton,[3] 65 ton[10] eller över 60 ton[11] och listas här nedan. Den förstördes och smältes ner 1930.[10][3]
8. "Stora klockan" i Chion-in-templet i Kyoto i Japan väger enligt russianbells.com 148 000 skålpund, det vill säga 67,13 ton (67 131,68 kg) och göts enligt samma webbplats år 1633. Enligt engelska Wikipedia väger den 74 ton[12] och enligt italienska Wikipedia 57 ton. Den används enbart vid speciella tillfällen som exempelvis nyår.[8]
9. "Tsarskij Kolokol" eller ”Tsar” (inte Tsar Kolokol) var en gång (1748) världens sjunde största klocka med sina 65,5 ton (65 522,33 kg = 144 452 skålpund)(om varierande viktuppgifter, se förrförra punkten). Den smältes ner 1930 och kallades i västerländska källor ibland för "Trotzkoi", vilket har att göra med att den hängde i Treenighetens och Sankt Sergius lavra.[3] En efterföljare göts 2003 (se ovan).
10. ”Velikij Uspenskij Kolokol” ‘Stora Uspenskij-klockan’[3] eller ”Uspenskij”, ’Himmelsfärd’, syftar på Marie Himmelsfärd och är den fjärde klockan i kronologisk ordning i Kreml i Moskva som har fungerat som tsarklocka, det vill säga som extra stor storklocka och ”basklocka” (blagovest) i Kreml istället för Tsar Kolokol. Den väger 65 ton[8] eller 65,5 ton (65 522,33 kg = 144 452 skålpund)[3] och göts 1817.[3][8] ”Marie Himmelsfärd” är också namnet på den angränsande största katedralen i Kreml: Marie Himmelfärdskatedralen eller Uspenskijkatedralen (på ryska: Sobor Uspenskij). Himmelsfärdsklockan hänger i den stora klockans torn i Kreml och detta torn är det lägre klocktornet som står bredvid det höga klocktornet Ivan Velikij mitt i Kreml.[8]
11. "Bronsklockan" i Klocktornet i Peking väger 63 ton och göts omkring år 1500, mer om den i artikeln Trum- och klocktornen i Peking.
12. "Järnklockan" eller "Yongle-klockan" vid Trumtornet i Peking väger 50 ton, göts och hängdes upp 1403 och har fått sitt namn efter kejsar Yong-Lo. Den hängde för 500 år sedan i Klocktornet i Peking, då den ersattes av den yngre bronsklockan och står nu istället på marken.[8] Se mer om den i artikeln Trum- och klocktornen i Peking.
13. Den stora klockan i Nara, 43 ton.[8]

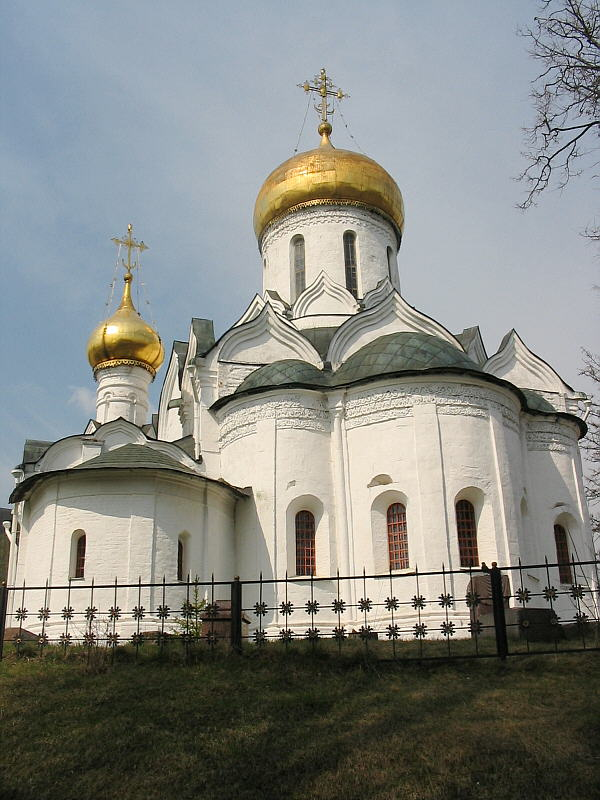
En kyrka i klostret i Zvenigorod

14. En kyrka i klostret i Zvenigorod"Gotemba-klockan", i turist- och rekreationsorten Gotemba, prefekturen Shizuoka i Japan, är den största fritt svingande klockan i världen sedan år 2006 och väger 79 900 lb[12] (lb = engelska skålpund), som motsvarar 36,25 ton.[8] Dess diameter är 3,82 meter.[8] Den hänger i en fritt stående ställning, och rings för hand.[12] Den göts 2006 av klockgjuteriet Koninklijke Eijsbouts[12][8] i Asten i Nederländerna.[8]
15. En stor klocka med namnet ”den mest sonorusa  (”högt ljudande, välklingande”) klockan” finns i Savvino-Storozjevskij-klostret i Zvenigorod. Den väger 35 ton, är 3,65 meter i diameter och 3,7 meter hög. Den göts omkring år 2002 av företaget Vera LLC i staden Voronezj (före klockan Tsarskij Kolokol ovan), för att ersätta den gamla ungefär lika stora klockan (se nedan), som göts 1667, men som gick sönder (sprack) när den tappades av tyskarna 1941. Klockan består av 19,25% tenn och 81,75% koppar, utan extra orena tillsatser. Dess slagton är B♭ och kläppen är 3 meter och väger omkring 1 ton. Tjugo ingjutna ikoner pryder klockan.[13][3]
16. ”Den mest sonorusa (”högt ljudande, välklingande”) klockan” var tidigare en stor klocka i Savvino-Storozjevskij-klostret i Zvenigorod. Den vägde 34,8 ton (34 820,93 kg 76 767 skålpund). Den göts 1667, men gick sönder (sprack) när den tappades vid en flytt av klockan som tyskarna företog 1941. De hade tänkt gömma klockan i Moskvafloden för att senare kunna göra bruk av metallen. Resterna av den finns idag i Zvenigorod. En ungefär lika tung (något tyngre, se ovan) klocka göts omkring år 2001 för att ersätta den gamla. Klockorna i Zvenigorod (som betyder ”klockringningsstaden”) fungerade som varningsklockor i orostider och sägs under tystare tider förr sades kunna höras omkring 18 mil bland annat bort åt Moskva. ”Högt ljudande” var då en viktig egenskap.[13][3]
17. En stor klocka i Jurevs kloster i närheten av Novgorod väger 34,4 ton (34 399,089 kg = 75 837 skålpund).[3]

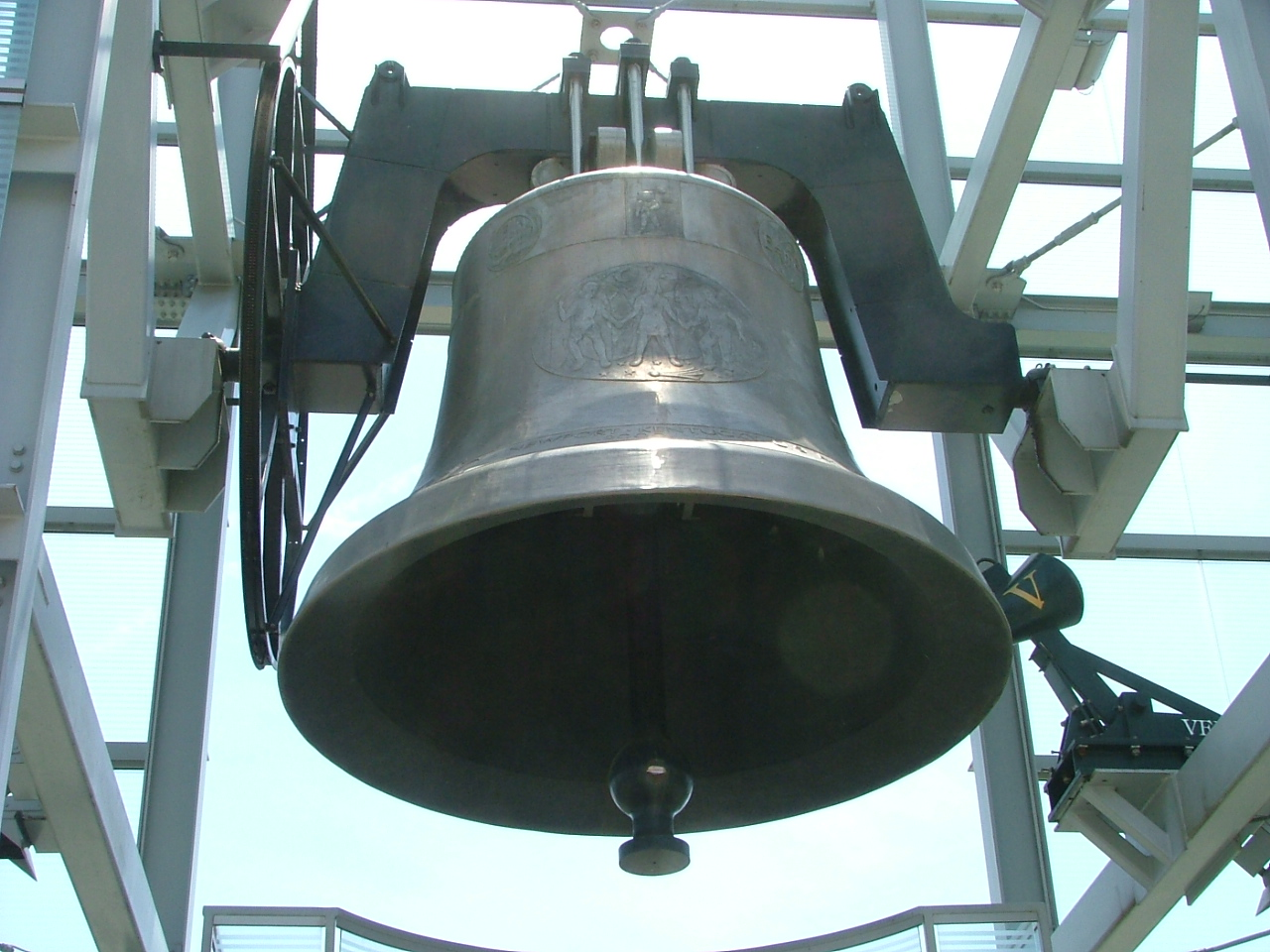
Monument Millennium Bell eller World Peace Bell i Newport, Kentucky

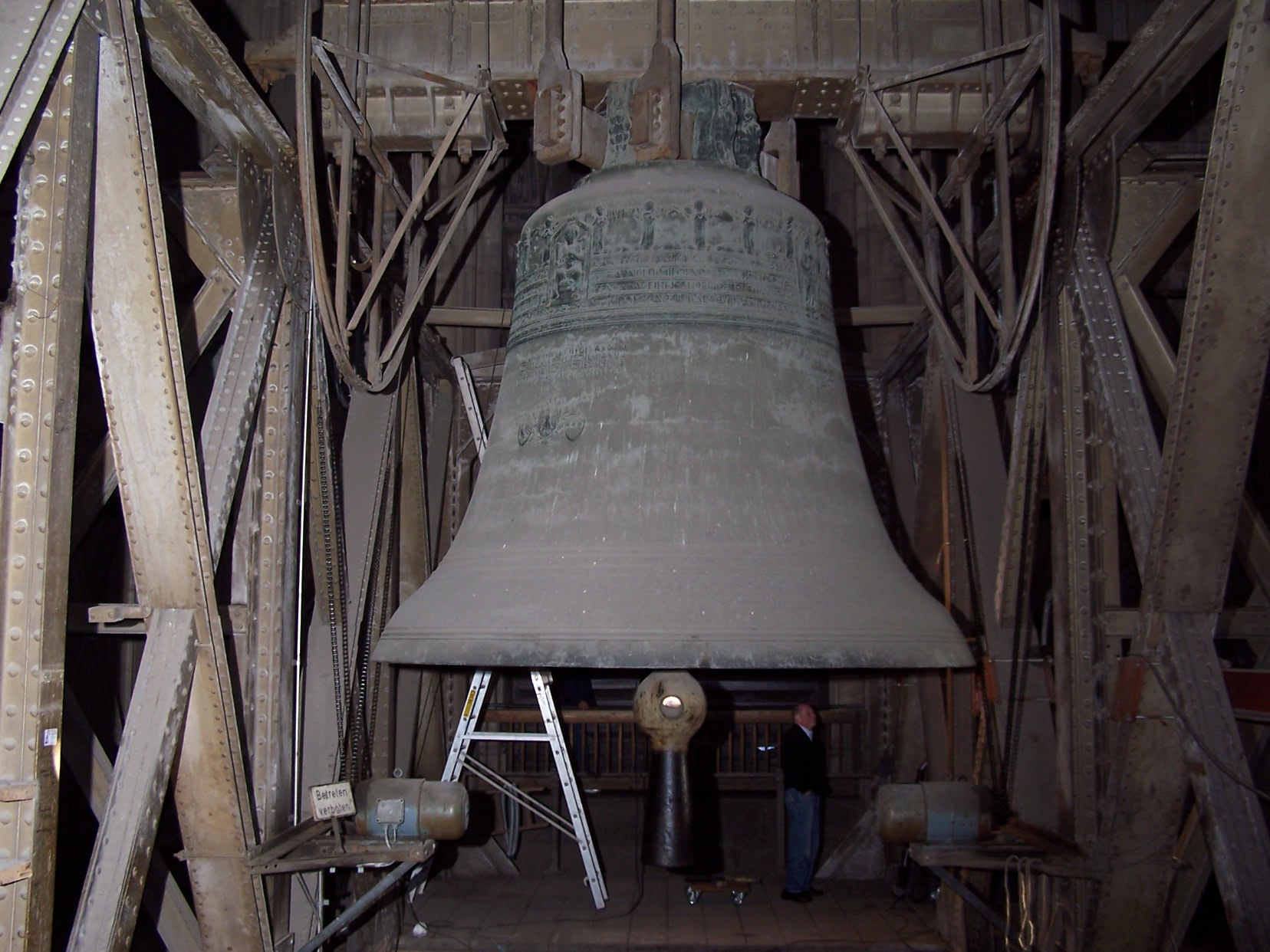
Sankt Petersglocke i Kölnerdomen på 24 ton. En man står under klockan som jämförelse

18. Monument Millennium Bell eller World Peace Bell i Newport, Kentucky Kreml i Rostov Kristus Frälsarens katedral i Moskva Kung Seongdeoks klocka väger omkring 25 ton och är gjuten i det sydkoreanska riket Silla på 700-talet.[14] Sankt Petersglocke i Kölnerdomen på 24 ton. En man står under klockan som jämförelse"Monument Millennium Bell" eller "World Peace Bell" i Newport, Kentucky i USA, som göts inför millennieskiftet 2000, väger dryga 33,2 ton. Den invigdes vid millennieskiftet efter midnatt 1 januari 2000 och var den största fungerande fritt svingande klockan i världen fram till 2006. Den göts av klockgjuteriet Paccard i Nantes[8]  i Frankrike i samarbete med det amerikanska klockgjuteriet Verdin.[8] Själva klockan väger 66 000 engelska skålpund medan totala vikten som svänger vid ringning (inklusive kläpp, klockstock andra tillbehör) är 89 390 engelska skålpund.[6][12][15]

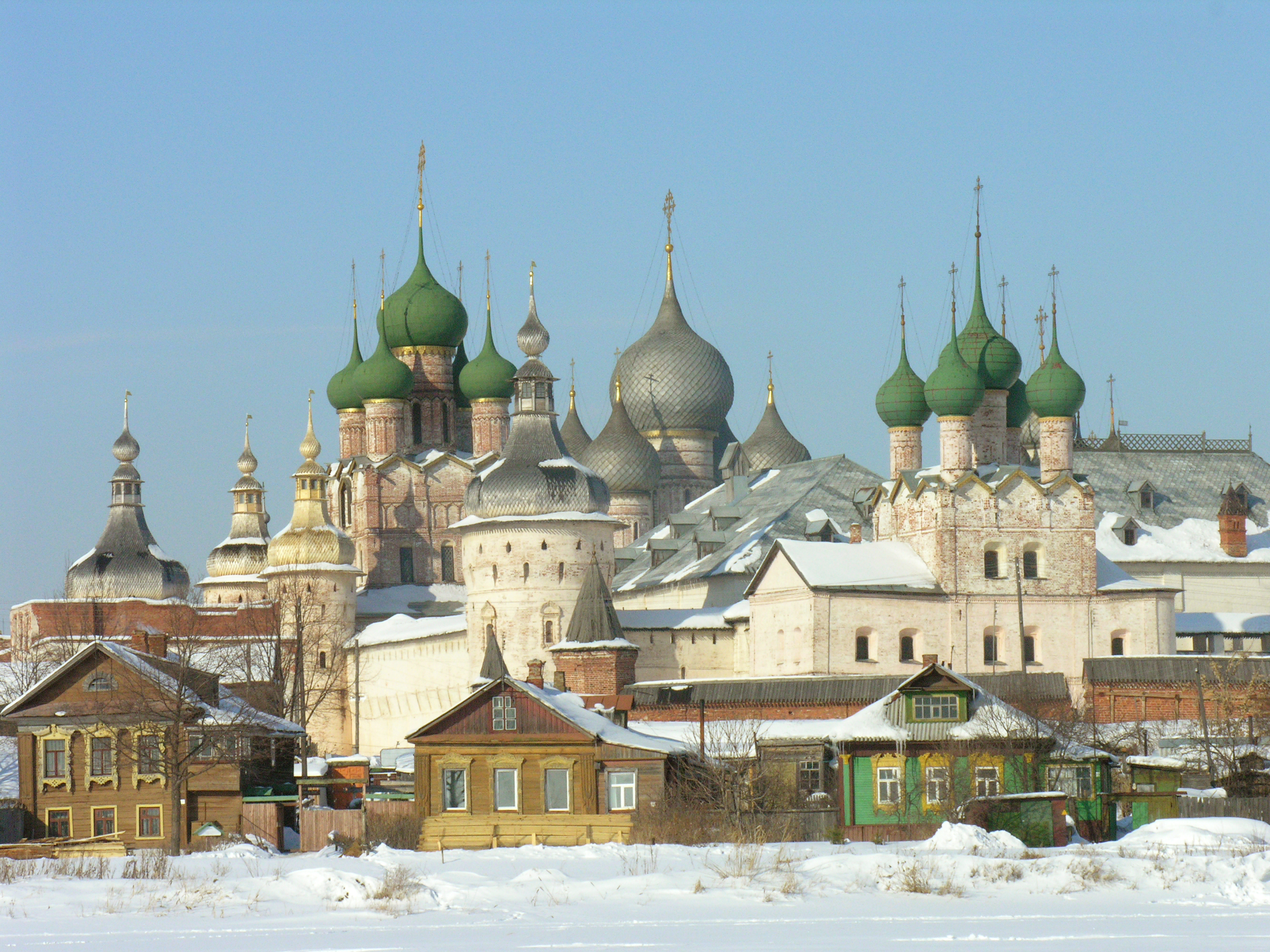
Kreml i Rostov

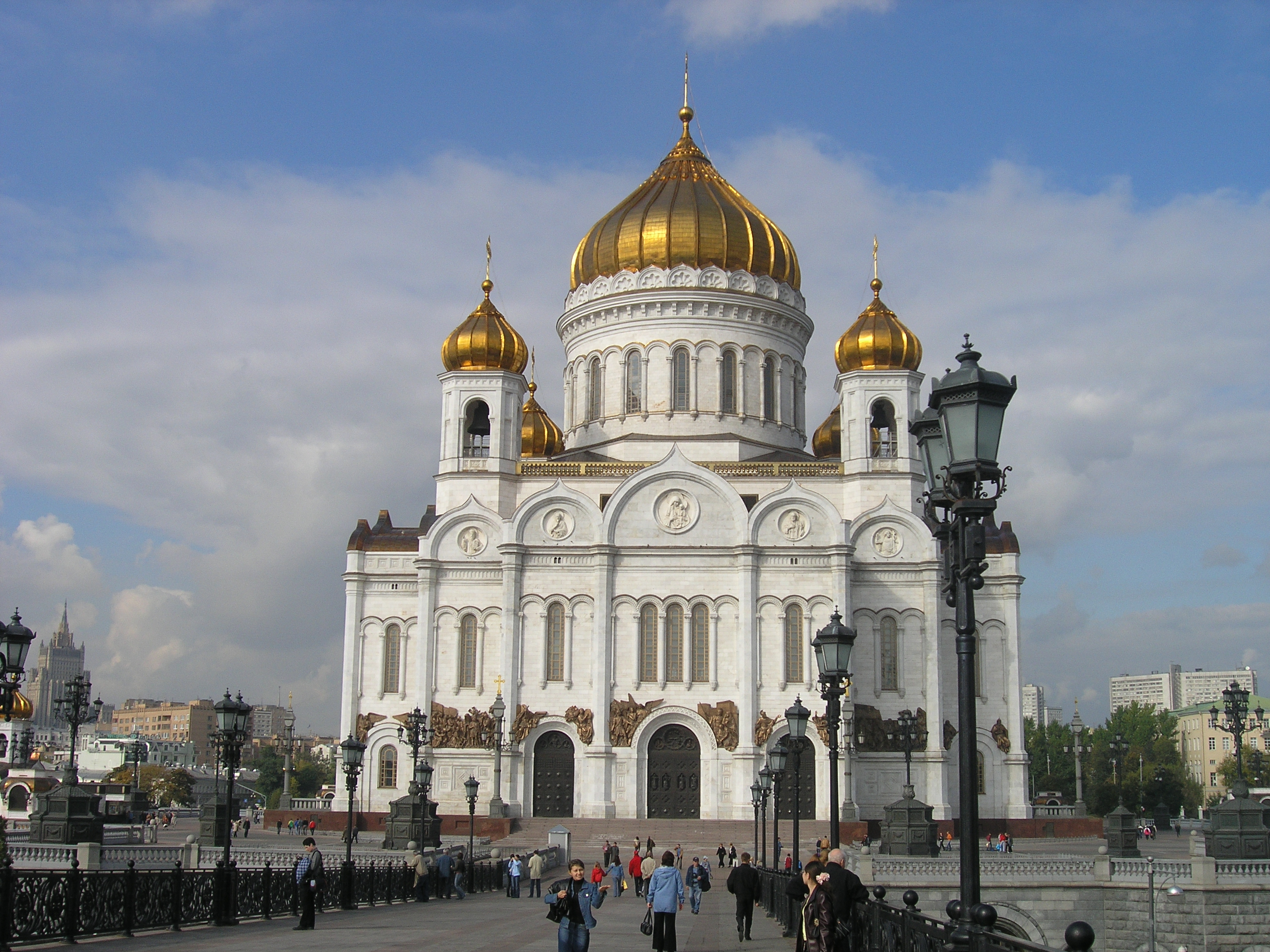
Kristus Frälsarens katedral i Moskva

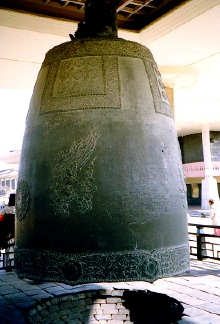
Kung Seongdeoks klocka väger omkring 25 ton och är gjuten i det sydkoreanska riket Silla på 700-talet.

19. En stor klocka i ärkebiskopspalatset i Kazanskijs kloster, i Tambov, väger 32,76 ton (32 761,167 kg = 72 226 skålpund).[16]
20. Den näst största klockan ”Evangelist” i Treenighetens och Sankt Sergius lavra i staden Sergijev Posad väger 35,5 en:short tons (se mer om klostrets största klockor ovan) och göts i Moskva 2002.[10] Omräknat till metersystemet blir det 32,2 ton (32 205,058 kg). Enligt en annan webbplats väger den 31,5 metriska ton.[13]
21. En stor klocka i Kirillo-Belozerskijs kloster, i Vologda oblast, väger 32,76 ton (32 761,167 kg = 72 226 skålpund).[16]
22. "Reut" i Kreml i Moskva, väger 32,76 ton (32 761,167 kg = 72 226 skålpund). Den göts 1622.[16]
23. "Sysoj", i Kreml i Rostov (Rostov Velikij ”Stora Rostov”), väger 32,76 ton (32 761,167 kg = 72 226 skålpund). Den göts 1689.[16]
24. Storklockan i Isakskatedralen i Sankt Petersburg väger 30,5 ton (30 477,33 kg = 67 191 skålpund). Den göts vid mitten av 1800-talet.[3]
25. "Godunov"-klockan i Treenighetens och Sankt Sergius lavra, Sergijev Posad, väger cirka 30,3 ton (30 304,06 kg = cirka 66 809 skålpund) Den göts år 1600.[3]
26. "Torzhestvennyj"-klockan vägde 27,1 ton (27 101,694 kg = 59,749 skålpund) och hängdes 1878 upp i det sydvästra tornet i Kristus Frälsarens katedral, i äldre tid i Sverige kallad Återlösarekyrkan[17] i Moskva. Mer rätt översatt är katedralens namn Kristi Frälsarens kyrka, ru:Храм Христа Спасителя, Chram Christa Spasitelja; ru:Храм betyder tempel eller kyrka. Den tidigare Frälsarkatedralen revs 1931 (återuppbyggdes under 1990-talet) och "Torzhestvennyj"-klockan förstördes troligen i samband med rivningen.[3]
27. En stor klocka i Novgorods kreml väger 26,44 ton (26 438,088 kg = 58 286 skålpund) och göts 1659.[3]
28. Den förstörda ”Kaiserglocke” (”Kejsarklockan”) i Kölnerdomen vägde cirka 27,8 ton, hade diametern 3,42 meter och slagtonen ciss+90. Den göts 1874 av Andreas Hamm av 22 franska kanoner som använts vid slaget vid Sedan 1870. Den förstördes 1918 genom att metallen åter göts om till krigsvapen. När sedan klockan göts om igen (se nedan under ”Sankt Petersglocke”) såg man till att fragment av den gamla klockan kom med i den nya klockan. Den var länge den genom tiderna största klockan som ringdes genom att hela klockan svängdes och är ännu den största klockan som svängdes på rak klockstock, vilket gjorde den svårare att ringa för hand (krävde ett tjugotal ringare).[8][18]
29. En stor klocka i Kreml i Moskva väger 25,99 ton (25 990,846 kg = 57 300 skålpund) och göts 1878.[3]
30. "Kung Seongdeoks klocka" eller "Emelee" ('mor' på koreanska) är den största bevarade klockan i Korea. Den förvaras nu i Nationella museet i Gyeongju i Sydkorea.[14][12][3] Det fullständiga koreanska namnet är "kung Seongdeok den stores heliga klocka". Den är också känd som klockan i Bongdeoksa-templet, det tempel där den först hystes. Den väger cirka 25 ton och göts första gången 771 e.Kr.[14][12] Den sägs också väga mer, enligt russianbells.com väger den 158 731 skålpund, det vill säga 71 999,18 kg.[3] (se bild här till höger och nedan i bildgalleriet)
31. Den tredje största klockan ”Pervenets” i Treenighetens och Sankt Sergius lavra i staden Sergijev Posad väger 27 en:short tons. Omräknat till metersystemet blir det 24 493,988 kg, vilket är cirka 24,49 ton. Den göts i Moskva 2002.[10] Uppgifter om två större klockor i samma kloster finns ovan.
32. ”Sankt Petersglocke” eller ”Petersglocke”, i Kölnerdomen väger 24,2 ton och har tonen c. Den göts av Heinrich Ulrich i Apolda 1923, i och ersatte den tidigare klockan (Kaiserglocke, se förra punkten) från 1874. Klockans diameter är 3,22 meter och dess höjd är 4,4 meter (inklusive klockans krona). Den är den största klockan bland sydtornets sammanlagt åtta klockor, två andra klockor av dessa finns också listade här nedan.[18][3]
33. En stor klocka i Nanjing i Kina göts på 1400-talet och väger 50 000 skålpund och 22,68 ton (22 679,62 kg).[3]
34. ”Maria Dolens” eller ”Campana dei Caduti” på Miravellekullen nära minnesmärket Castel Dante i Rovereto, Italien, väger 22,6 ton (22 639 kg) och har slagtonen h°. Den är idag den största klockan i Italien och göts om sist 1964 av Paolo Capanni från Castelnuovo nei Monti i Emilia-Romagna. Dess diameter är sedan dess är 3,21 meter, medan höjden är 3,36 meter. Kläppen väger 600 kg och dess upphängning med ringningsanordning med mera väger 10 300 kg. Först göts den 1924 av Luigi Colbachini från Trento av kanoner från 19 nationer använda i första världskriget och vägde då 11,5 ton med diametern 2,5 meter. Den göts om 1939 av Luigi Cavadini e Figli och vägde därefter 17 ton med diametern 3 meter. Den sprack 1960 och göts då om och fick sin nuvarande vikt. Den välsignades 31 oktober 1965 vid Peterskyrkan i Rom.[18]
35. Gamla klockan ”die Pummerin” i Stefansdomen i Wien vägde 22,5 ton och hade en diameter på 3,16 meter och slagtonen h°. Den göts 1711 av Johannes Achamer med turkiska kanoner som material (se vidare i artikeln Pummerin).
36. Nya ”die Pummerin” (om den gamla se ovan) i Stephansdomen i Wien är den största klockan i Österrike och väger 20,13 ton (20 132 kg) och har en diameter på 3,14 meter. Den har slagtonen c0 +4/16 och göts av Karl Geisz från Sankt Florian 1951 och ersatte då Gamla die Pummerin (se ovan). En ännu äldre legendarisk klocka göts 1558 och vägde 10,4 ton. När den sistnämnda göts, var den nya die Pummerin den tredje största kyrkklockan i världen. Nya Pummerin rings i på en rad stora helgdagar med mera och hänger ensam i det lägre norra tornet, medan elva klockor hänger i det karaktäristiskt höga södra tornet (och några andra också i andra torn). Den största av dessa väger 5,7 ton, hänger i sydtornet och listas ganska långt ner på denna lista.[18][3]

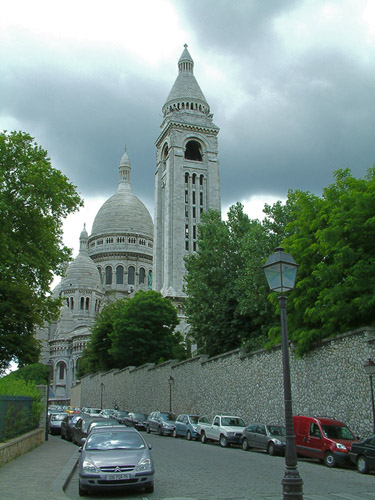
Klocktornet framför Sacré-Cœur

37. Lissabons katedralKatedralen i RouenKlocktornet framför Sacré-CœurEn annan stor klocka i Treenighetens och Sankt Sergius lavra i Sergijev Posad, Ryssland väger 20,9 ton (20 885,21 kg = 46 044 skålpund).[3]

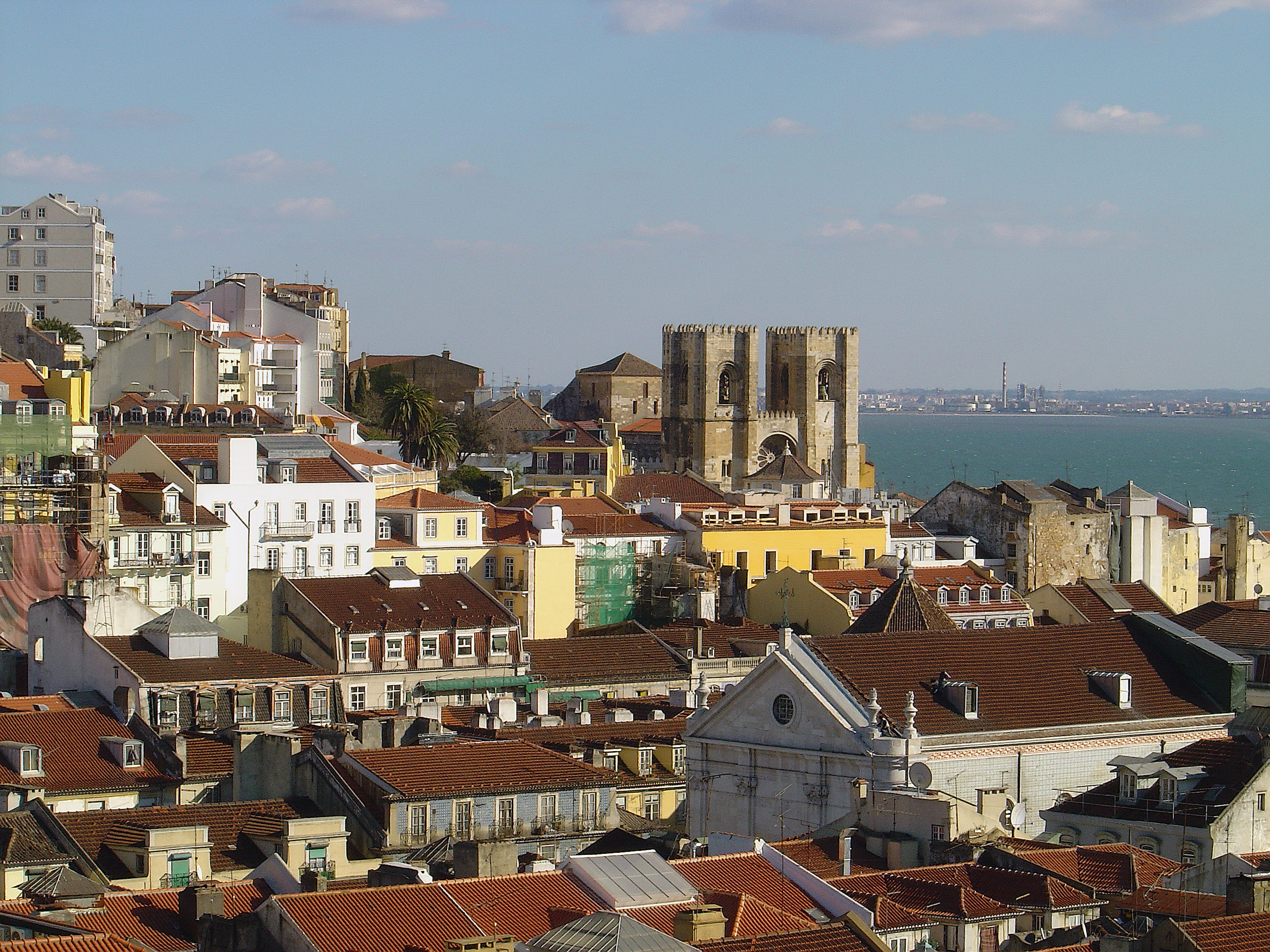
Lissabons katedral

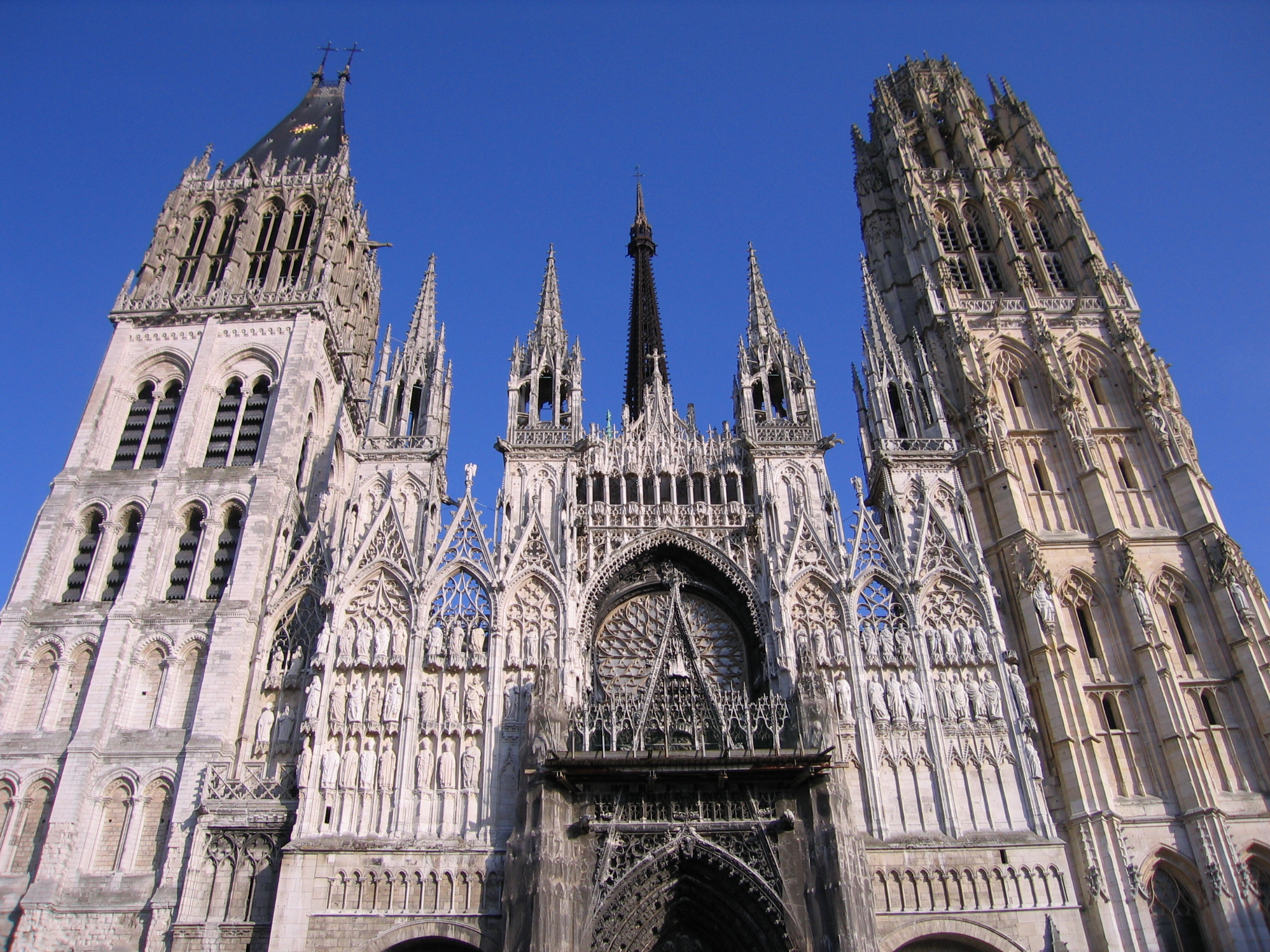
Katedralen i Rouen

38. En stor klocka i Nikolo-Ugresjskijklostret i närheten av Moskva, Ryssland väger 20,15 ton (20 148,122 kg = 44 419 skålpund).[3]
39. Den största klockan i katedralen i Lissabon, Portugal har slagtonen d och väger cirka 44 000 skålpund och cirka 20 000 kg, det vill säga cirka 20 ton. Den göts 1556. Om klockgjutaren finns ingen uppgift i källorna och är möjligen okänd.[18]
40. Den förstörda största klockan ”Jeanne d'Arc” (namngiven efter Jeanne d'Arc) i katedralen i Rouen, Frankrike vägde cirka 44 000 skålpund, det vill säga cirka 20 ton. Den göts 1914 av klockgjuteriet Paccard, men hängdes upp först 1919 i ”smörtornet” tour de beurre, efter första världskrigets slut (detta torn har haft en rad storklockor sedan 1300-talet). Den invigdes i april 1920, men förstördes i en bombning i andra världskriget 31 maj 1944. Jeanne d’Arc hängde ensam i sitt torn, så övriga klockor klarade sig. Den gamla Jeanne d’Arc ersattes 1951 av en ny mindre klocka Jeanne d'Arc, ungefär hälften så stor (9,8 ton), och som listas nedan. Den är störst av sammanlagt 7 ringklockor i katedralen, där det finns också ett klockspel med 39 klockor gjutna 1914, idag med sammanlagt 59 klockor.[18] En miniatyr av den gamla storklockan Jeanne d’Arc från 1914 är bibehållen på scoutlägret Camp Keowa i stor-New York i delstaten New York[19]. Hur den hamnat där är ännu inte känt.
41. "Etienne" är den största klockan i den ortodoxa katedralen i Markham, Ontario och väger 19 ton och är störst på de amerikanska kontinenterna. Övriga klockorna "Anne" och "Daniel" väger 10 ton respektive 6 ton. Alla tre klockorna installerades 1986.[8]
42. Den största klockan ”la Savoyarde” i Sacré-Cœur i Montmartre i Paris i Frankrike väger 18,84 ton (18 835 kg), har slagtonen ciss och göts 1891 av Georg Paccard (Paccards klockgjuteri). Dess diameter är 3,03 meter, dess höjd är 3,06 meter och dess största tjocklek är 32 cm (andra delar av klockan har tjockleken 22 cm). Kläppen väger 1 200 kg (enligt annan uppgift väger den 800 kg). Den totala vikten som svängs vid klockringning är cirka 25 000 kg. Denna klocka är störst i Frankrike idag.[18] Samma viktuppgifter 18 834,972 kg (41,524 skålpund) samt gjutningsår finns också på webbplatsen russianbells. com.[3] [
43. En klocka i Jurevs kloster i närheten av Novgorod, Ryssland väger 18,67 ton (18 673,95 kg 41,169 skålpund).[3]
44. En av slagklockorna i ett klockspel i en kyrka i Riverside i delstaten New York,[3][8] vilken väger 20,5 ton, göts 1925 av Gillet & Johnston och har tonen c. Den göts om 1930 av samma gjuteri och av Whitechapel Bell Foundry 2003.[20] Den är den största klockan i ett klockspel som är det största klockspelet i världen. Det restaurerade klockspelet består av 74 klockor, som sammanlagt väger 102 ton.[20]
45. "Concordia" på Kronplatz (på italienska: Plan de Corones) finns i Alperna, i provinsen Sydtyrolen i Norditalien, och är en klocka som väger 18 ton och har en diameter på 3,11 meter. Den göts 2002 i Salzburg av klockgjuteriet Oberascher.
46. Den stora basklockan i världens näst största klockspel i Chicago. Klockspelets 72 klockor väger sammanlagt 93 ton. Basklockan ensam väger 17,3 ton och göts av Gillet & Johnston 1932.[20]
47. En klocka i Znamenskijs kloster i Kursk, Ryssland, väger 17,1 ton (17 117,67 kg = 37 738 skålpund).[3]
48. Storklockan ”Great Paul” i Sankt Paulskatedralens norra torn i London är den största klockan i Storbritannien. Den göts 1881 och väger 17 ton. Se mer i artiklarna Great Paul och Lista över de största klockorna i Storbritannien.[18]
49. Den andra Maria Dolens eller Campana dei Caduti i Rovereto i Italien göts om 1939 av Luigi Cavadini e Figli och vägde 17 ton (föregångaren vägde 11,5 ton) och hade diametern 3 meter. Den sprack 1960 och göts sedan om och väger idag över 22,6 ton (se ovan).

## Andra stora och berömda klockor
- Big Ben i klocktornet vid parlamentshuset i London. Den väger 13,76 ton. Mer om den finns i artiklarna Big Ben och De största klockorna i Storbritannien.
- Great George i Liverpool Cathedral, en 15 ton tung klocka. Mer om den finns i artikeln De största klockorna i Storbritannien.
- Sigismundklockan i Wawelkatedralen på Wawel i Kraków, Polen, gjuten 1520. Mer om den finns i artikeln Sigismundklockan.
- De två berömda storklockorna (på franska kallade bourdons, "bordunerna") i Sens katedral i Frankrike, La Savinienne och La Potentienne 13,8 ton och 12,5 ton).[21] Mer om den finns i artikeln De största medeltida klockorna i Europa.
- Kyrkklockan Emmanuel, Le Bourdon Emmanuel, är den stora klockan i Notre Dames sydtorn i Paris. Den väger 12,8 ton och göts 1685 under Ludvig XIV:s regering.[22]
- Storklockan Gloriosa eller Maria Gloriosa, 11,4 ton (11 450 kg), gjuten 1497 av Gerhard van Wou i nuvarande Nederländerna. Mer om den finns i artikeln De största medeltida klockorna i Europa.
- Den stora klockan i katedralen i Mexico City, helgad åt Santa Maria de Guadalupe (Sankta Maria av Guadalope) är den främsta klockan av totalt 27 stycken som installerats i de två lika stora klocktornen i katedralens västra fasad som ligger vid Mexikos stora torg. Den göts 1791 och väger 13 ton.[8]
- Liberty Bell “frihetsklockan” i Philadelphia, Pennsylvania i USA är en historisk klocka i Independence Hall och ringdes 4 juli 1776 för att markera USA:s självständighetsförklaring.[12]

## Några bilder

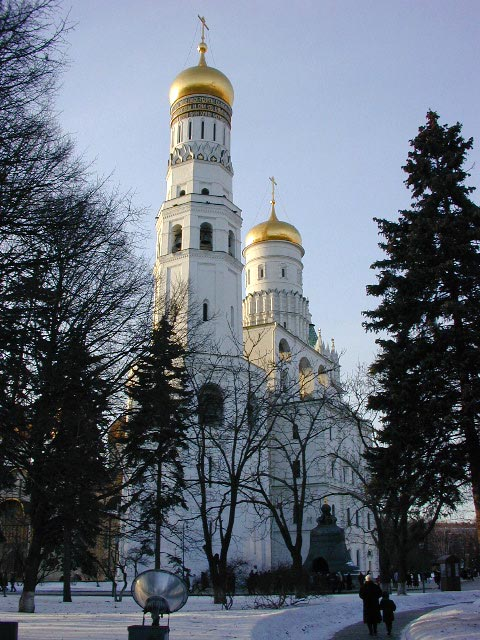
Tsar Kolokol ("tsarklockan") vid klocktornet Ivan Velikij mitt i Kreml i Moskva. Klockan är fullt synlig på denna bild nedanför det lägre tornet till höger
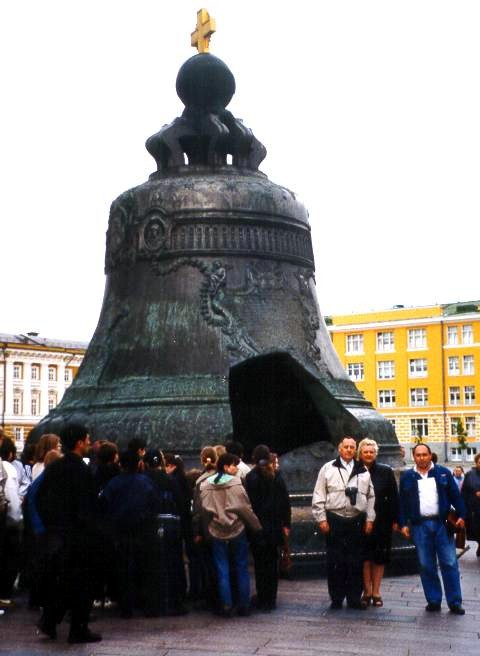
Tsar Kolokol med människor framför
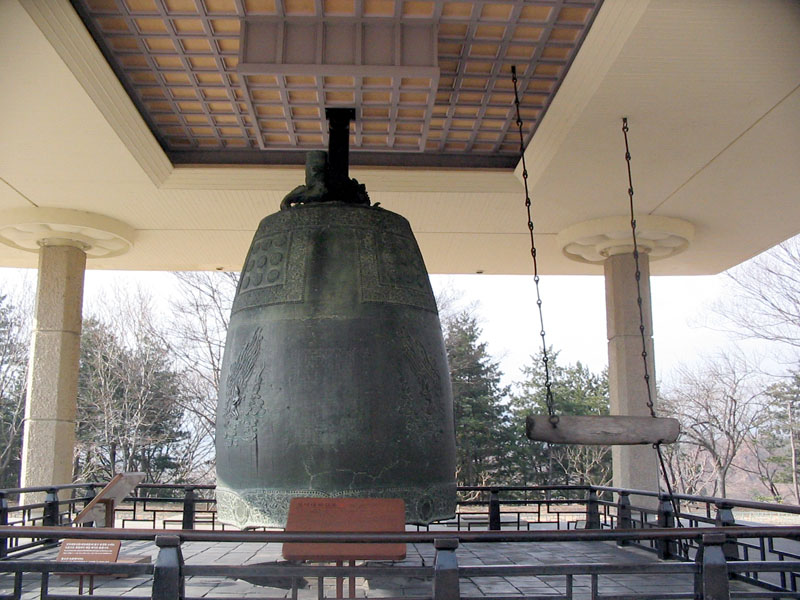
Den största klockan i Sydkorea, Kung Seongdeoks klocka
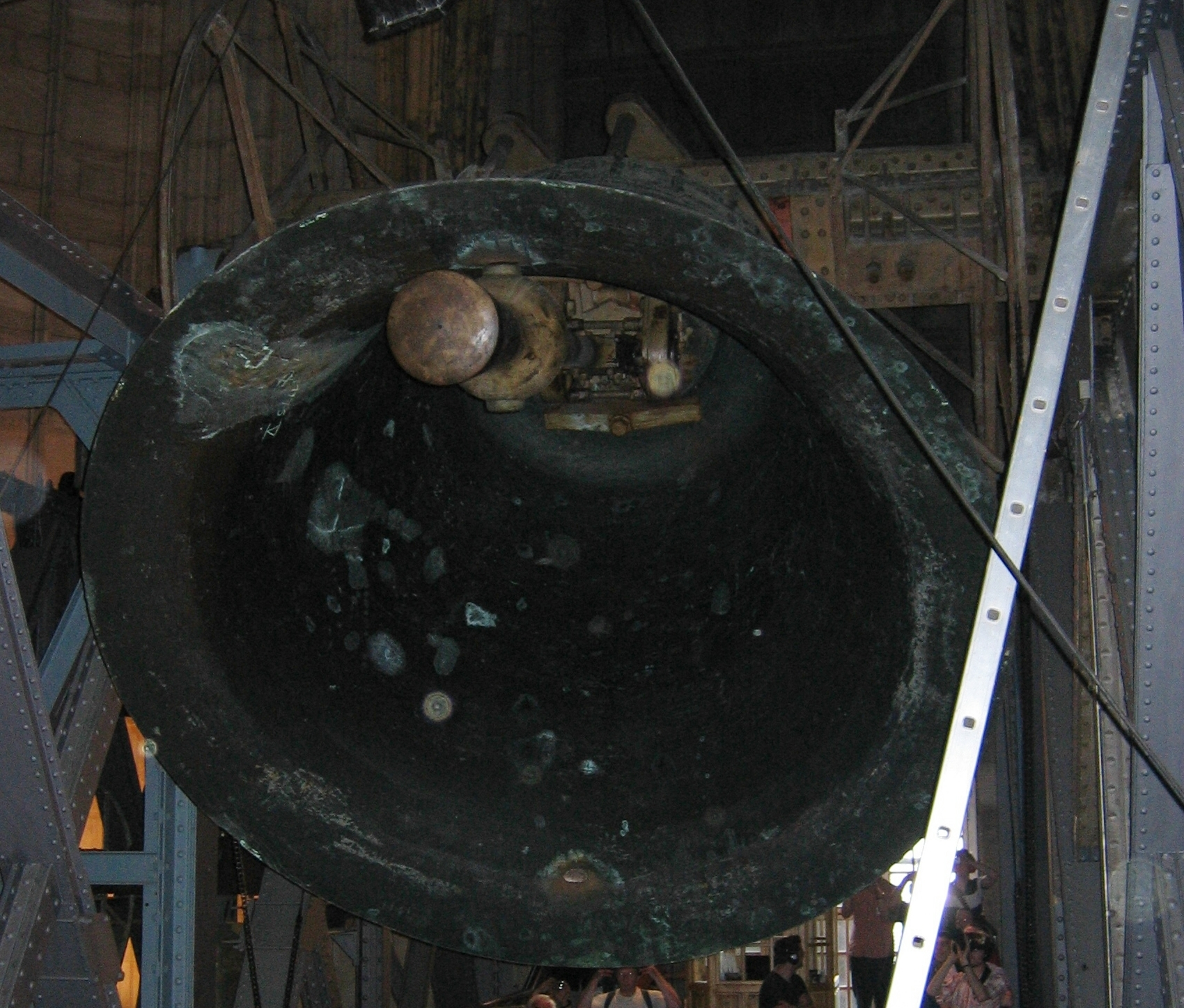
Sankt Petersglocke i gång. Klockan har grundtonen c°
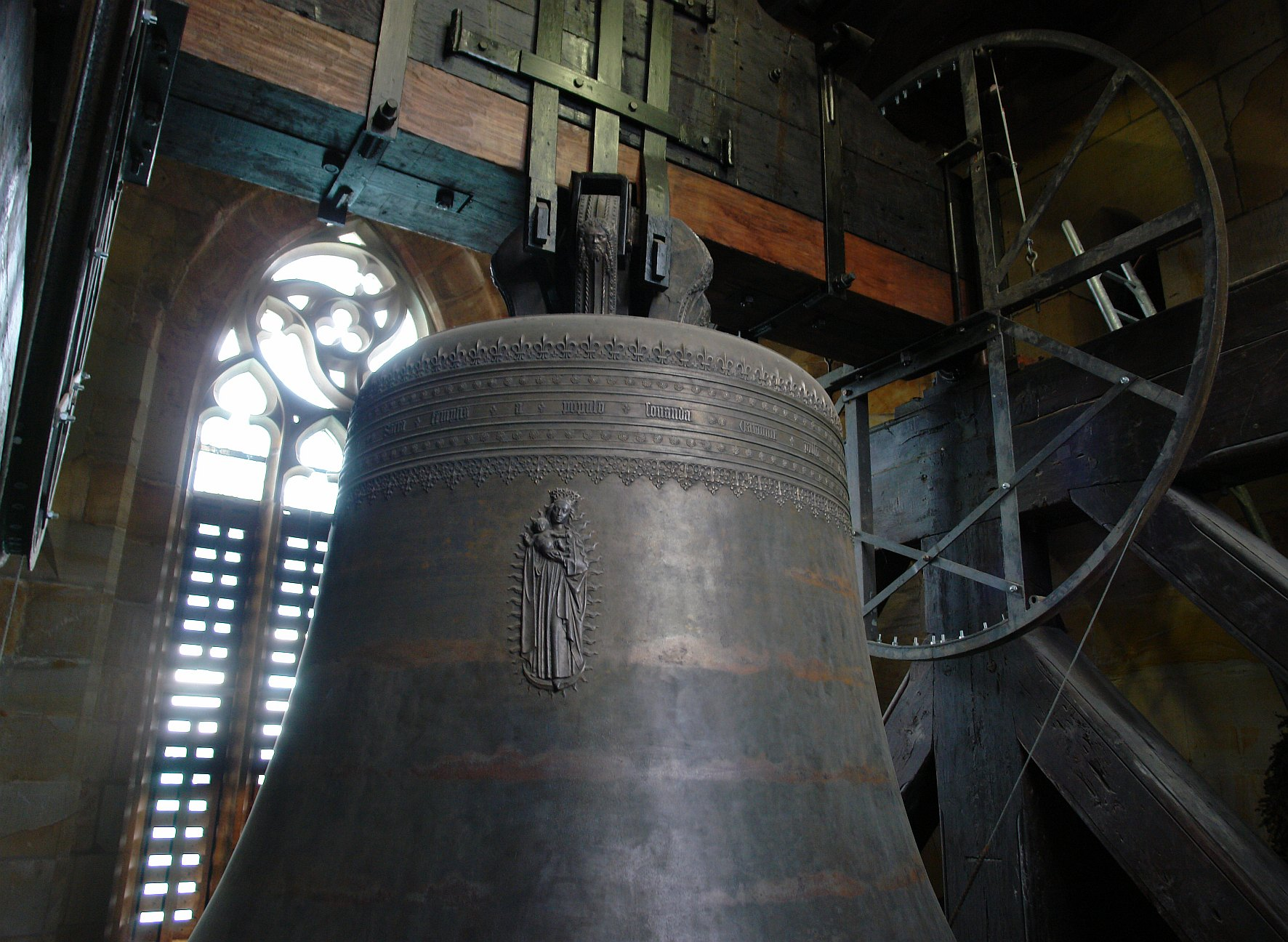
Den stora medeltida klockan Maria Gloriosa i Erfurt. Lägg märke till de svarta ränderna på klockan som är en kvarlämning av de svetsningsarbeten som ägt rum 2004, för att fylla igen sprickor
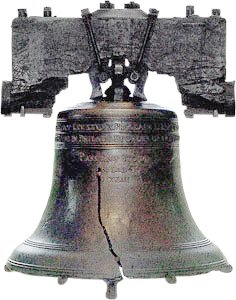
Liberty Bell i Philadelphia, Pennsylvania